# Christian Ehwald
Christian Ehwald (Eberswalde (districte de Barnim), 1953), és un director d'orquestra i professor universitari alemany.

## Biografia
Ehwald va estudiar de 1973 a 1978 a l'Acadèmia de Música Hanns Eisler de Berlín amb el director Horst Förster. Més tard va continuar els seus estudis al Conservatori N.A. Rimski-Kórsakov de Sant Petersburg amb Arvid Jansons i Mariss Jansons.
De 1981 a 1988, va ser director principal de la Filharmònica de Jena. A partir de 1981, va ser director convidat de la Filharmònica de Berlín, l'Orquestra Estatal de Dresden, l'Orquestra Simfònica de la Ràdio de Baviera, l'Orquestra Simfònica de la Ràdio de l'Alemanya Occidental i l'Orquestra Simfònica de la Ràdio de l'Alemanya Central, així com de l'Orquestra Simfònica de la Ràdio de Berlín, la Filharmònica de Sant Petersburg, l'Orquestra Simfònica NHK de Tòquio i l'Orquestra Simfònica Yomiuri Nippon de Tòquio.
De 1998 a 2002, Ehwald va ser director musical general de l'Òpera de Magdeburg i director principal de la Filharmònica de Magdeburg. Des del 2002, va ocupar una càtedra de direcció d'orquestra a l'Acadèmia de Música Hanns Eisler de Berlín durant vint anys, dirigint simultàniament l'orquestra universitària. Entre els seus alumnes hi havia Lahav Shani, Kah Chun Wong i Kristiina Poska.
Ehwald va col·laborar sovint amb l'Òpera Estatal de Berlín i l'Orquestra Gewandhaus de Leipzig i va fer gires per Anglaterra, Austràlia i Nova Zelanda amb la Staatskapelle de Berlín. Ha dirigit diverses produccions televisives, incloent-hi les de l'Orquestra Simfònica NHK, l'Orquestra Simfònica de Tòquio, la Filharmònica de Sant Petersburg, l'Orquestra Simfònica Nacional de la RAI de Roma, la Filharmònica Eslovaca, l'Orquestra Simfònica de la Ràdio de Zagreb, l'Orquestra Simfònica de Praga i l'Orquestra Simfònica de la Ràdio de Baviera.
Del 2008 al 2014, Ehwald també va ser director musical de l'Orquestra Simfònica de Shenzhen, Xina. Ehwald està casat amb la musicòloga Tatjana Ehwald. Tenen dues filles: la periodista musical Mascha Drost i la pianista Natalia Ehwald.

## Premis i honors
- 1979: 3r Premi al 6è Concurs de Direcció Herbert von Karajan
- 2000: Producció Wagner de l'Any per a Die Walküre a Magdeburg (dirigida per Christian Kube) per la revista Opernwelt
- 2005: Premi de la Crítica Discogràfica Alemanya 3/2005[2] i Premi Supersonic de la revista Pizzicato 9/2005 per l'enregistrament complet dels concerts per a violí de Hans Werner Henze amb Torsten Jannicke
- 2015: Director Honorari de l'Orquestra Simfònica de Shenzhen[3]

## Discografia (selecció)
- Aram Khatxaturian, Concert per a violoncel en mi menor, amb Xenia Jankovic (violoncel), Orquestra Simfònica de la Ràdio RTS, dirigida per Christian Ehwald i Dejan Savic. Calliope Records 2020.
- Hans Werner Henze: Concerts per a violí 1–3, Filharmònica de Magdeburg, dirigida per Christian Ehwald, solista: Torsten Jannicke. Producció musical Dabringhaus i Grimm 2005.
- MÚSICA per a tu: Brahms • Dvořák • Fibich • Grieg • Aram Khatxaturian • Robert Schumann •| Jean Sibelius • Bedřich Smetana • Josef Suk • Piotr Ilitx Txaikovski ,  Christian Ehwald, director de l'Orquestra Filharmònica Estatal de Košice; Opus 1990.
- Jaan Rääts: Simfonia núm. 8 op. 74, Béla Bartók: Concert per a orquestra. Filharmònica de Magdeburg, director: Christian Ehwald. Edició Antes 2003.
- Paraula i música. Concert de Txernòbil a la Filharmònica de Berlín. En el 20è aniversari, amb Therese Affolter, Christian Brückner, Thomas Quasthoff, el Scharoun Ensemble Berlin, Orquestra Simfònica de l'Acadèmia de Música Hanns Eisler de Berlín, director: Christian Ehwald. IPNNW 2006.
- Alexander von Zemlinsky: Simfonia lírica. Bella Musica 2001.